# 親切な物理
『親切な物理』（しんせつなぶつり）とは、渡辺久夫氏によって著された大学入試参考書。

## 歴史
初版は1959年発行で昭和後期以来、今まで難関大志望者を含む多くの受験生に愛されてきた。
本書はかつて正林書院によって出版されていたが、平成初頭に絶版となってしまった。のち2003年に復刻版が発行され、ネットで購入できるようになった。また、復刻版は最新の改訂版である平成7年版としていて復刊ドットコムから発売された。そして現在は絶版となっている。

## 内容
本書は上下2巻に分かれており、上巻は力学・熱、下巻は波・電磁気・原子によって構成されている。なお、微積に関しては公式証明などには使われているものの、微積を用いる問題などは少ない。また、現在指導要領にない慣性モーメントについても記載がある。

## 特徴
本書は非常に網羅的であり、問題も入試問題を用いた良い問題が記載されている。また、単位については、MKSA単位系を主に使用しているため、現在でも受験参考書、問題集として用いることができる。

## 著者
著者は渡辺久夫（わたなべ ひさお、1908年 - 1993年）で、物理初等教育の指導者。旧制彦根中学、京都二中、京都学芸大学（現在の京都教育大学）を歴任。華頂短期大を歴任。

## 書誌情報
|    | タイトル                 |  | 出版社     |  | 発売日     |  | ISBN               |
| ・ | 『親切な物理 上 復刻版』 |  | ブッキング |  | 2003年10月 |  | ISBN 4-8354-4068-4 |
| ・ | 『親切な物理 下 復刻版』 |  | ブッキング |  | 2003年10月 |  | ISBN 4-8354-4069-2 |